# Brevicyclops brevisetosus
Brevicyclops brevisetosus – gatunek widłonoga z rodziny Cyclopidae. Opisali go w 2015 roku indyjscy zoolodzy Venkateswara Rao Totakura i Yenumula Ranga Reddy. Miejsce typowe to studnia rolna we wsi Kunchanapalli w dystrykcie Guntur w indyjskim stanie Andhra Pradesh (współrzędne 16°23′42,1″N 80°32′28,2″E/16,395028 80,541167, wysokość 26 m n.p.m.).